# لوغال كيتون
لوغال كيتون ذكر بكونه اللوغال ال12 والملك الأول لأوروك، القليل عرف عنه، لكن ذكر أنه حكم جنوب بلاد سومر لمدة 36 سنة إلى أن تم خلعة من قبل ميسانيبادا الذي نصب نفسه كملك لأور في حوالي سنة 2500 ق م.